# MicroBee

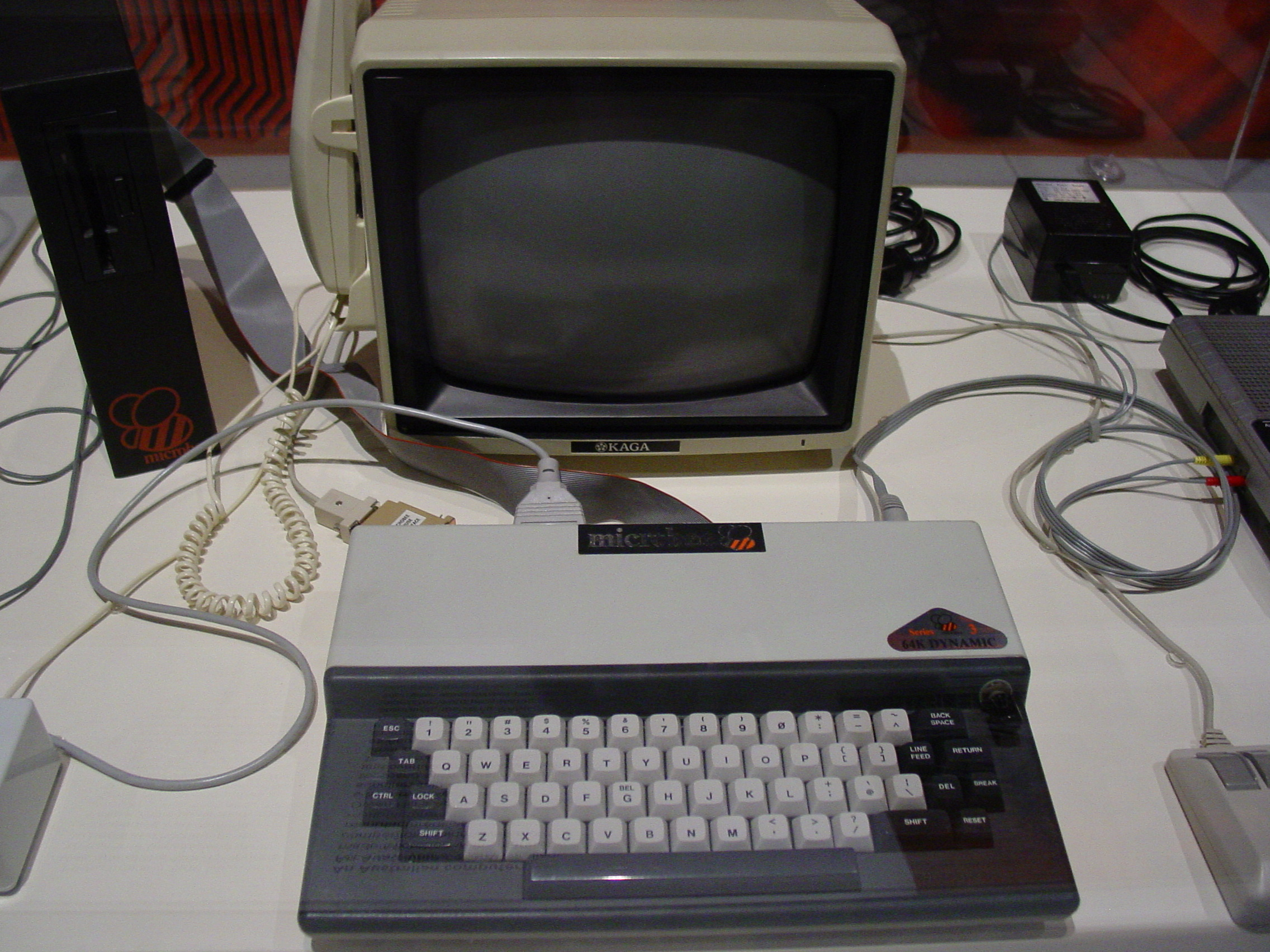
Ein vollständiges Microbee System

MicroBee (Micro Bee) war eine Marke für eine Reihe von Heimcomputern der Firma Applied Technology, die sich später in den Namen MicroBee Systems umbenannte.
Der Original MicroBee Computer wurde in Australien entwickelt. Daran beteiligt waren unter anderem auch Owen Hill und Matthew Starr. Der Rechner basierte auf Eigenschaften der Prozessorkarten DG-Z80 und DG-640 S-100, die von David Griffith entwickelt worden waren, der TCT-PCG S-100 Karte, entwickelt von TCT Micro Design, und der MW6545 S-100 Karte, entwickelt von Dr. John Wilmshurst. Der Rechner war ursprünglich als Zwei-Board-Einheit aufgebaut worden. Grundlage war das "Mainboard", das die Tastatur, den Zilog Z80 Mikroprozessor, den Synertek 6545 CRT Controller, 2K "Bildschirm" RAM, 2K Zeichensatz ROM (128 Zeichen) und 2K PCG (Programmable Character Graphics) RAM (128 Zeichen) enthielt. Jedes Byte im Bildschirm RAM adressierte jeweils ein Zeichen im Zeichensatz ROM oder im PCG RAM. Ein zweites Board, mit dem Namen "Coreboard", enthielt den Speicher und spätere Modelle waren auch mit einem Floppy Disk Controller ausgestattet.